# Svjetsko prvenstvo u rukometu za igrače do 19 godina – Tunis 2009.
Svjetsko prvenstvo u rukometu za igrače do 19 godina održalo se u Tunisu 2009. godine od 20. do 31. srpnja. Natjecalo se 20 momčadi iz 4 konfederacije. Igralo se u trima dvoranama u jednom gradu domaćinu. Odigrane su 64 utakmice i postignuto 3649 pogodaka.

## Momčadi i sastavi
Nastupile su momčadi Alžira, Argentine, Brazila, Hrvatske, Danske, Egipta, Francuske, Njemačke, Irana, Islanda, Kuvajta, Libije, Maroka, Norveške, Portorika, Katara, Španjolske, Švedske, Tunisa i Venezuele.
Hrvatska je igrala u sastavu Alen Grd, Damir Vučko, Luka Sokolić, Krešimir Ledinski, Ivan Belfinger, Dario Černeka, Marino Marić, Vedran Huđ, Robert Markotić, Ante Vukas, Krešimir Kozina, Luka Stepančić, Josip Pivac, Lovro Šprem, Nikola Špelić i Ivan Slišković. Izbornik je bio Vladimir Canjuga, voditelj Davor Urek, trener Nino Marković, pomoćni trener Dinko Vuleta i liječnici Kristijan Nađenić i Dražen Badžek. Zbog prejake konkurencije u seniorskoj reprezentaciji malo je igrača iz ove reprezentacije došlo u prvu postavu A reprezentacije. Hrvatski igrač Vedran Huđ proglašen je za najboljeg srednjeg vanjskog igrača ovog turnira svjetskog prvenstva.

## Poredak
| Mjesto | Momčad     |
| ------ | ---------- |
|        | Hrvatska   |
|        | Island     |
|        | Švedska    |
| 4      | Tunis      |
| 5      | Danska     |
| 6      | Španjolska |
| 7      | Njemačka   |
| 8      | Norveška   |
| 9      | Francuska  |
| 10     | Iran       |
| 11     | Argentina  |
| 12     | Egipat     |
| 13     | Katar      |
| 14     | Alžir      |
| 15     | Brazil     |
| 16     | Libija     |
| 17     | Portoriko  |
| 18     | Venezuela  |
| 19     | Kuvajt     |
| 20     | Maroko     |

## Vanjske poveznice
- (eng.) IHF